# Pallevāda
Pallevāda är en ort i Indien.   Den ligger i distriktet Krishna och delstaten Andhra Pradesh, i den södra delen av landet, 1 400 km söder om huvudstaden New Delhi. Pallevāda ligger 8 meter över havet och antalet invånare är 2 955.
Terrängen runt Pallevāda är mycket platt. Runt Pallevāda är det tätbefolkat, med 476 invånare per kvadratkilometer. Närmaste större samhälle är Kaikalūr, 9,1 km väster om Pallevāda. Trakten runt Pallevāda består huvudsakligen av våtmarker.